# Beulah (band)
Beulah was een Amerikaanse indierockband die actief was van 1996 tot 2004. 

## Discografie

### Albums
- Handsome Western States (Elephant 6; cd; 1997)
- When Your Heartstrings Break (Sugar Free Records; cd; 1999)
- The Coast Is Never Clear (Velocette Records; cd; 2001)
- Yoko (Velocette Records; cd; 2003)
- Yoko Demos (Velocette Records; cd; 2003)

### Singles
- A Small Cattle Drive in a Snow Storm (Elephant 6; 1997)
- Sunday Under Glass (Shifty Disco Records; cd; 1999)
- Score From Augusta (Shifty Disco Records; cd; 1999)
- Emma Blowgun's Last Stand (Shifty Disco Records; cd; 2000)
- Emma Blowgun's Last Stand (Elastic Records; cd; 2000)
- Popular Mechanics For Lovers (Shifty Disco Records; cd; 2001)